# Мадсен, Гертруд
Гертруд Риис Мадсен (дат. Gertrud Riis Madsen, род. 25 июля 2004, Скёрпинг, Северная Ютландия) — датская профессиональная велогонщица.

## Карьера
В 2013 году Гертруд Мадсен вместе с остальными членами семьи начала заниматься спортивным ориентированием в клубе Rold Skov Orienteering Club. Вместе со своей сестрой-близнецом, Идой, она заняла несколько первых мест в юношеских соревнованиях.
В 2019 году Гертруд получила травму бедра и была вынуждена отказаться от бега. Вместо этого она занялась ориентированием на горном велосипеде и летом 2020 года была отобрана в старшую сборную, несмотря на то, что ей ещё не исполнилось 18 лет.
В 2021 году она завоевала серебро на юниорском чемпионате мира по ориентированию на маунтинбайке.
В 2023 году она участвовала в различных соревнованиях по ориентированию на маунтинбайке, включая чемпионаты и кубки, в том числе заняла 1-е место на длинной дистанции на соревнованиях в Португалии и 2-е в Чехии. В том же году Гертруд Мадсен занялась шоссейными велогонками, и присоединилась к клубу Aalborg Cykle-Ring.
В следующем году она присоединилась к элитной команде клуба, Team Aalborg-Sparekassen Danmark, где участвовала в национальных гонках. В августе 2024 года она вошла в состав сборной Дании U23, участвовавшей в Tour de L’Avenir Femmes. На чемпионате Европы 2024 года Гертруд участвовала в индивидуальной гонке среди женщин до 23 лет, заняв 23-е место.

### Достижения
| 2021 6-я на Чемпионате Дании, пре-лига Shimano MTB Liga: 3-я на 2-м этапе 3-я на 4-м этапе 4-я на RSCS Cycling MTB Race 2-я на Haderslev MTB Challenge, кросс-кантри марафон 2022 6-я на 5-м этапе Зимнего кубка MTB 2-я на MTB KOLDING, кросс-кантри Shimano MTB Liga: 2-я на 1-м этапе 3-я на 2-м этапе 5-я на 3-м этапе Чемпионат Дании: 3-я на кросс-кантри 3-я на кросс-кантри (шорт-трек) 4-я на 5-м этапе Shimano MTB Liga MTB Randers Street Challenge 5.2 | 2022 CK Aarhus Odder CK, чемпионат Фюнена 4-я на Tønder ACR løbet 2023 Campione Pinse cup: 10-я на 2-м этапе 9-я на 3-м этапе 2024 9-я на Meldgaardløbet 4-я на Agro Top løbet 4-я на HCC Løbet power by VW & Retro-Museum Ulfborg 6-я на Fredericia Cycle Club 7-я на 2-м этапе Bording Cup 6-я на Чемпионате Дании, командная гонка 2-я на CK Djurs Herning — JFM TT |